# 在インド日本国大使館
在インド日本国大使館（ヒンディー語: भारत में जापान का दूतावास、英語: Embassy of Japan in India）は、インドの首都ニューデリーにある日本の大使館。2019年9月より、鈴木哲が特命全権大使を務めている。在ニューデリー日本国大使館（ヒンディー語: जापान का दूतावास, नई दिल्ली、英語: Embassy of Japan in New Delhi）とも。

## 沿革
- 1952年4月12日、来たる日本国の独立に先駆けて「在外公館の名称及び位置を定める法律」が制定され、ニューデリーに在インド日本国大使館を設置することが定められる[2]
- 1952年4月28日、サンフランシスコ平和条約の発効により日本国が独立、インドは同条約の締結国ではないが[3]、「在外公館の名称及び位置を定める法律」が日本国で発効する[2]
- 1952年6月9日、日本国とインドとの間の平和条約（日印平和条約）が調印される[4]
- 1952年8月27日、日印平和条約が発効して日本とインドの国交が樹立され[4]、ニューデリーの日本国大使館がインドで正式に承認される
- 1971年9月、日本がブータンを国家として黙示の承認をする[5]
- 1986年3月、日本とブータンの間で外交関係が開設される[5]
- ニューデリーの大使館が在ブータン日本国大使館（英語: Embassy of Japan in Bhutan）の兼轄を開始する[6]

## 住所
Plot No.4&5, 50-G Shantipath, Chanakyapuri, New Delhi 110021

## 著名な在勤者
- 遠藤乙彦 - 公明党衆議院議員
- 栗生俊一 - 第27代警察庁長官
- 櫻井孝 - 特許庁特許技監
- 花角和男 - 税務大学校長
- 西郷正道 - 農林水産省技術総括審議官